# Clem
CLEM staat voor "controlled light-exposure microscopy" en is een nieuwe technologie die in fluorescentiemicroscopie gebruikt wordt om de schadelijke effecten van licht drastisch te beperken. 

## CLEM reduceert fotobleking
Wanneer een fluorescerende stof door licht wordt ge-exciteerd, zal de intensiteit van de fluorescentie verminderen. Dit effect wordt fotobleking genoemd. Je ziet dit effect heel duidelijk bij stickers met fluorescerende tekst na jarenlange blootstelling aan zonlicht. In de fluorescentiemicroscopie wordt een fluorescerend preparaat aan zeer hoge licht-intensiteiten blootgesteld (vaak 1000 x intenser dan zonlicht). Fotobleking is dan ook een groot probleem in fluorescentiemicroscopie. De nieuwe CLEM-technologie kan fotobleking met een factor 2 tot 10 verminderen.

## CLEM reduceert fototoxiciteit
Het bestuderen van cellen terwijl ze leven, het zogenaamde live-cell imaging, is een van de doorbraken in de celbiologie. Deze doorbraak is veroorzaakt door nieuwe technieken waarbij cellen zelf fluorescerende eiwitten produceren. Allerlei dynamische biologische processen kunnen door middel van live-cell fluorescentie microscopie in detail gevolgd worden. Er is echter een groot probleem. Het licht dat nodig is om de fluorescerende stoffen te laten oplichten heeft een toxisch effect op de cellen. Met andere woorden: zodra je kijkt naar levende cellen worden de biologische processen verstoord en in het extreme geval kijk je uiteindelijk naar stervende cellen. CLEM reduceert fototoxiciteit met een factor 2 tot 10.
De werking van CLEM is gebaseerd op het principe dat er alleen daar licht wordt toegevoerd waar licht nodig is om het preparaat goed te kunnen zien. Cellen worden dus plaatselijk verlicht; in elk pixel een andere lichtdosis. De methode is uitgevonden door Dr. Erik Manders verbonden aan het Centre for Advanced Microscopy van het Swammerdam Institute for Life Sciences van de Universiteit van Amsterdam. De technologie is wereldwijd gepatenteerd. In februari 2007 wordt de technologie gepubliceerd in het tijdschrift Nature Biotechnology. Inmiddels is de technologie wereldwijd op de markt gebracht door Nikon. Erik Manders en zijn team is op dit moment bezig de technologie nog verder te verfijnen.